# Kreis Mátészalka
Der Kreis Mátészalka (ungarisch Mátészalkai járás) ist ein Kreis im Südosten des nordostungarischen Komitats Szabolcs-Szatmár-Bereg. Er grenzt an die Kreise Nyírbátor, Baktalórántháza, Vásárosnamény, Fehérgyarmat und Csenger. Im Süden bilden drei Gemeinden die Staatsgrenze zu Rumänien.

## Geschichte
Der Kreis ging während der ungarischen Verwaltungsreform Anfang 2013 unverändert mit allen 26 Gemeinden aus seinem Vorgänger, dem gleichnamigen Kleingebiet (ungarisch Mátészalkai kistérség) hervor.

## Gemeindeübersicht
Der Kreis Mátészalka hat eine durchschnittliche Gemeindegröße von 2.485 Einwohnern auf einer Fläche von 24,03 Quadratkilometern. Die Bevölkerungsdichte des zweitbevölkerungsreichsten Kreises liegt über dem Komitatswert. Der Verwaltungssitz befindet sich in der größten Stadt, Mátészalka, im Zentrum des Kreises gelegen.
| Gemeinde         | Status       | Herkunft Kleingebiet | Einwohnerzahl | Einwohnerzahl | Einwohnerzahl | Fläche (km²) | Bevölkerungs- dichte (Ew./km²) |
| Gemeinde         | Status       | Herkunft Kleingebiet | 01.10.2011    | 01.01.2013    | 01.01.2016    | 01.01.2016   | Bevölkerungs- dichte (Ew./km²) |
| ---------------- | ------------ | -------------------- | ------------- | ------------- | ------------- | ------------ | ------------------------------ |
| Fábiánháza       | Gemeinde     | Mátészalka           | 1.759         | 1.718         | 1.712         | 27,35        | 62,6                           |
| Fülpösdaróc      | Gemeinde     | Mátészalka           | 304           | 316           | 315           | 4,25         | 74,1                           |
| Géberjén         | Gemeinde     | Mátészalka           | 490           | 496           | 496           | 5,38         | 92,2                           |
| Győrtelek        | Gemeinde     | Mátészalka           | 1.573         | 1.615         | 1.556         | 14,78        | 105,3                          |
| Hodász           | Großgemeinde | Mátészalka           | 3.370         | 3.349         | 3.417         | 26,49        | 129,0                          |
| Jármi            | Gemeinde     | Mátészalka           | 1.290         | 1.280         | 1.300         | 12,37        | 105,1                          |
| Kántorjánosi     | Gemeinde     | Mátészalka           | 2.152         | 2.150         | 2.115         | 41,62        | 50,8                           |
| Kocsord          | Gemeinde     | Mátészalka           | 2.814         | 2.893         | 2.902         | 25,47        | 113,9                          |
| Mátészalka       | Stadt        | Mátészalka           | 17.195        | 17.144        | 16.864        | 41,40        | 407,3                          |
| Mérk *           | Großgemeinde | Mátészalka           | 2.129         | 2.171         | 2.132         | 25,08        | 85,0                           |
| Nagydobos        | Gemeinde     | Mátészalka           | 2.156         | 2.142         | 2.251         | 26,93        | 83,6                           |
| Nagyecsed        | Stadt        | Mátészalka           | 6.374         | 6.524         | 6.317         | 43,85        | 144,1                          |
| Nyírcsaholy      | Gemeinde     | Mátészalka           | 2.141         | 2.210         | 2.234         | 34,34        | 65,1                           |
| Nyírkáta         | Gemeinde     | Mátészalka           | 1.791         | 1.975         | 1.996         | 38,63        | 51,7                           |
| Nyírmeggyes      | Gemeinde     | Mátészalka           | 2.612         | 2.622         | 2.656         | 28,79        | 92,3                           |
| Nyírparasznya    | Gemeinde     | Mátészalka           | 939           | 982           | 1.006         | 14,76        | 68,2                           |
| Ópályi           | Gemeinde     | Mátészalka           | 2.906         | 2.968         | 3.010         | 26,72        | 112,6                          |
| Ököritófülpös    | Großgemeinde | Mátészalka           | 1.826         | 1.859         | 1.796         | 33,42        | 53,7                           |
| Őr               | Gemeinde     | Mátészalka           | 1.425         | 1.451         | 1.464         | 17,78        | 82,3                           |
| Papos            | Gemeinde     | Mátészalka           | 799           | 830           | 872           | 10,67        | 81,7                           |
| Rápolt           | Gemeinde     | Mátészalka           | 155           | 139           | 149           | 3,21         | 46,4                           |
| Szamoskér        | Gemeinde     | Mátészalka           | 389           | 398           | 407           | 9,71         | 41,9                           |
| Szamosszeg       | Gemeinde     | Mátészalka           | 1.890         | 1.955         | 1.935         | 35,30        | 54,8                           |
| Tiborszállás *   | Gemeinde     | Mátészalka           | 989           | 1.019         | 1.015         | 25,52        | 39,8                           |
| Vaja             | Stadt        | Mátészalka           | 3.608         | 3.639         | 3.534         | 28,61        | 123,5                          |
| Vállaj *         | Gemeinde     | Mátészalka           | 939           | 965           | 1.146         | 22,27        | 51,5                           |
| Kreis Mátészalka |              |                      | 64.015        | 64.810        | 64.597        | 624,70       | 103,4                          |

* Grenzgemeinde zu Rumänien